# Бородинская (Устьянский район)
Бородинская — деревня в Устьянском районе Архангельской области.

## География
Находится в южной части Архангельской области на расстоянии приблизительно 93 км на восток-северо-восток по прямой от административного центра района поселка Октябрьский на левом берегу реки Устья.

## История
В 1859 году здесь (деревня Вельского уезда Вологодской губернии) было учтено 14 дворов. До 2022 года входила в Дмитриевское сельское поселение до его упразднения.

## Население
Численность населения: 121 человек (1859 год), 50 (русские 98 %) в 2002 году, 41 в 2010.